# Knack (videogioco)
Knack (ナック?, Nakku) è un videogioco platform del 2013, sviluppato da Japan Studio e pubblicato da Sony Computer Entertainment in esclusiva per PlayStation 4.
Il gioco è stato annunciato ufficialmente il 20 febbraio 2013 durante il PlayStation Meeting di New York ed è stato uno dei titoli di lancio di PlayStation 4.

## Trama
Il Dottor Vargas, uno scienziato, ha studiato delle antiche reliquie provenienti da una civiltà perduta ed è riuscito a trovare un modo per unirle insieme e per dar loro una coscienza propria. Il risultato di questi esperimenti è Knack, una creatura dai poteri misteriosi. L'umanità è minacciata da un esercito di goblin rinati e Knack si fa avanti per proteggerla, fin quando non diventa chiaro che un ulteriore pericolo sta per provenire da alcuni elementi della comunità terrestre.

## Modalità di gioco
Durante il gioco, Knack scopre di avere un'abilità che gli consente di unirsi con ghiaccio, metallo e altre sostanze, ottenendo di livello in livello nuove abilità. Sony descrive l'esperienza di gioco un poco simile a quella di Crash Bandicoot e Katamari Damacy, con un tocco di God of War.

## Accoglienza
| Testata                            | Giudizio |
| ---------------------------------- | -------- |
| Metacritic (media al 22-08-2020)   | 82/100   |
| GameRankings (media al 08-12-2019) | 58.09%   |
| Destructoid                        | 7/10     |
| Edge                               | 3/10     |
| EGM                                | 4.5/10   |
| Eurogamer (USA)                    | 4/10     |
| Famitsū                            | 28/40    |
| Game Informer                      | 8,25/10  |
| GameRevolution                     | 2/5      |
| GameSpot                           | 4/10     |
| Game Trailers                      | 5/10     |
| Giant Bomb                         | 2/5      |
| IGN                                | 5.9/10   |
| Joystiq                            | 1,5/5    |
| OPM                                | 4/10     |
| Polygon                            | 6/10     |
| Digital Spy                        | 3/5      |
| The Escapist                       | 3/5      |
| PlayStation Nation                 | 8/10     |
| GamesRadar                         | 2,5/5    |
| VentureBeat                        | 70/100   |
| Gamer.nl                           | 6.5/10   |
| Gamesurf                           | 7/10     |
| SpazioGames.it                     | 4/10     |
| Eurogamer (ITA)                    | 5/10     |
| Multiplayer.it                     | 5/10     |
| Everyeye.it                        | 7/10     |
| Play Generation                    | 65/100   |

Il gioco ha ricevuto critiche contrastanti, per la maggior parte negative: sotto accusa soprattutto la ripetitività degli stage, la scarsità di azioni effettuabili e l'elevata difficoltà.
Steve Butts di IGN ha elogiato l'idea di base e l'eroe protagonista, ma ha criticato il gameplay e la storia dicendo "le dimensioni mutevoli di Knack sono una grande idea che non diventa mai qualcosa di sostanziale". Tom McShea di gameSpot ha elogiato alcuni elementi del gioco, come gli ambienti, ma ha anche criticato la storia, il gameplay e la difficoltà "sorprendentemente alta". McShea ha detto: "Non c'è un elemento di Knack su cui radunarsi, per eccitarti. E senza quel qualcosa di speciale, Knack si sbriciola proprio come il suo protagonista frammentario". Tom Bramwell di Eurogamer ha criticato la mancanza di profondità nel gameplay e il bilanciamento dei checkpoint. Bramwell ha dichiarato che "Knack non è il tipo di gioco che vorresti portare a casa con la tua PlayStation 4. Sono tutti a favore dei giochi che ci riportano ai bei vecchi tempi di vivace originalità, ma Knack semplicemente non lo fa". 
D'altra parte, Matt Helgeson di Game Informer ha affermato che "non è il gioco più innovativo o più visivamente abbagliante. Questo non sarà quello che metterete su per mostrare la vostra nuova console ai vostri amici. Tuttavia, quando hai finito con le versioni più belle dei grandi franchise, ti ritroverai a voler tornare da Knack. Ha fascino e cuore, e offre un sacco di buon gameplay. In definitiva, questo è ciò che è importante, non importa in quale generazione ci troviamo". Dale North di Destructoid ha definito il titolo come "Un gioco divertente, e sicuramente vale la pena giocarci. È facile da imparare, è una gioia da guardare e alcune delle battaglie contro i boss sono grandiose. Il mio consiglio è di prenderlo in dosi più piccole, oppure di provare il gioco cooperativo dentro/fuori, che ti aiuterà sicuramente quando il gioco si fa duro". McKinley Noble di VentureBeat ha definito il gioco "un'avventura solida con una cura sorprendente messa in molti elementi che la maggior parte dei giochi danno per scontato", ma si è lamentato del combattimento limitato, del gameplay lineare e della rifinitura tecnica superficiale. In Giappone, la rivista Famitsū gli ha assegnato come punteggi <6/7/8/7> per un totale di 28 su 40 nel suo numero di lancio per PlayStation 4 nel febbraio 2014.
Gavin Napier di 411Mania gli ha assegnato un punteggio di 8 su 10 e lo ha definito "Un gioco di ritorno al passato facilmente accessibile adatto al divertimento della famiglia". Chad Sapieha di National Post ha dato un punteggio di 7.5 su 10 e ha detto che "anche con la sua promessa non del tutto mantenuto - [Knack] potrebbe ancora valere la pena di essere preso". Lance Liebl di GameZone gli ha anche dato un punteggio di 7.5 su 10 e ha detto che il multiplayer "fa Knack il miglior gioco per i bambini e la famiglia per divertirsi su PlayStation 4 al momento. C'è ancora la mancanza di una storia ben consegnata e il gioco disimpegna il giocatore troppo spesso con filmati per mostrare semplicemente Knack che salta, ma è un gioco che offrirà una sfida e introdurrà i bambini a un semplice brawler-platform". Peter Nowak di The Globe and Mail ha dato una recensione nella media e lo ha definito "un solido sforzo iniziale, nonostante sia un po' lungo e piuttosto difficile". Scott Nichols di Digital Spy gli ha dato tre stelle su cinque e ha detto che il gioco "ha i suoi momenti, e i possessori di PlayStation 4 affamati di qualcosa da giocare sulla loro nuova scintillante console apprezzeranno che il gioco diventi effettivamente più divertente da giocare la seconda volta, permettendogli di mantenere i giocatori impegnati durante i diversi mesi di siccità che sembrano seguire ogni lancio di sistema". Allo stesso modo Paul Goodman di The Escapist gli ha assegnato tre stelle su cinque e ha detto che era "un platform colorato ma mediocre che ha problemi con il gameplay ripetitivo oltre ad essere frustrantemente difficile a volte". Anche Steve Boxer di The Guardian gli diede tre stelle su cinque e disse: "Knack non è un brutto gioco: c'è una soddisfazione che se ne ricava, parte del gameplay è davvero divertente (nei suoi momenti migliori, inizia ad acquisire un'aria che ricorda un Crash Bandicoot più pesante, ed è uno dei giochi più lunghi emersi negli ultimi anni, così almeno terranno occupati i giovani per dei periodi di tempo decenti. Ma non è nemmeno un gioco particolarmente bello, il che è estremamente deludente dato che dovrebbe essere uno dei motivi principali per l'acquisto di una PlayStation 4".
Tuttavia, Dave Riley di Anime News Network ha dato una C al gioco e ha scritto: "C'è molto poco in Knack che ispira passione. Quello che abbiamo qui può essere una meraviglia tecnica, ma solo gli sviluppatori lo sapranno per certo. Guardando dall'esterno, se avessero dedicato la metà del tempo in qualsiasi altra parte del gioco rispetto all'animazione delle cianfrusaglie, forse Knack avrebbe presentato qualcosa di cui valeva la pena". Allo stesso modo James Marshall di The Digital Fix gli ha dato un punteggio di 5 su 10 e ha detto che era "qualcosa di costruito con reliquie - dal gameplay di base alla scarsa caratterizzazione, quasi tutto sembra qualcosa di due generazioni di console fa". David Jenkins di Metro ha dato 3 su 10 e lo ha definito "Un videogioco di scarsa qualità sotto ogni punto di vista, ma cosa sta facendo questo gioioso ritorno al passato essendo un titolo di lancio chiave per PlayStation 4, solo Sony lo sa".
Tommaso Alisonno di Gamesurf vide che Knack non presentava nessuna particolare innovazione rispetto ad altri titoli del passato e il comparto tecnico che richiedeva solo per contratto la next-gen, tuttavia vi trovò tanto carisma e un pizzico di difficoltà in più, finendo per trovarlo il "giochino" di Japan Studio che fungeva un po' da mascotte di PlayStation 4. Concluse trovando il comparto narrativo discreto, anche se in generale l'avventura era lineare e faceva del suo meglio per essere complessivamente gradevole. Totalmente negativo, invece, fu il giudizio di Aligi "Pregianza" Comandini, recensore di SpazioGames.it, il quale, dopo aver dato a Knack un giudizio di 4/10 ed averlo definito come la "morte" del game design, lo descrisse come un gioco ripetitivo, privo di passione e genialità ed in grado di buttare alle ortiche qualunque potenziale, anche a causa di una struttura mal calcolata ed inadatta a ogni tipo di giocatore, indifferentemente dall'età. Luca Signorini di Eurogamer vide Knack come un titolo dall'aspetto tecnico modesto e un design molto elementare, quasi vintage, che però non sapeva divertire, rendendo quest'ultimo difetto come imperdonabile in un videogioco. Apprezzò il protagonista simpatico ma non bastava il suo carisma a risollevare le sorti di un gioco che deludeva sotto tutti i fronti. Non molto diversa fu l'opinione di Matteo Santicchia di Multiplayer.it, che affermò che non era quello che ci aspettava da un titolo PlayStation 4, che nonostante fosse un titolo di lancio, si rivelava mediocre nell'aspetto tecnico e lo stile di gioco era poco intrigante, nonostante ciò vantava di un efficace sistema di combattimento, che veniva però azzoppato da una serie di combattimenti tutti uguali, decisamente monotoni e alla lunga noiosi. Concluse che lo trovò un vero peccato perché alcune idee interessanti potevano essere sviluppate meglio, e la progressione a stanze ad arene, non mettevano in risalto l'alta varietà di attacco dei nemici e soprattutto le diverse potenzialità del protagonista.
Più positivo fu Francesco Fossetti di Everyeye.it, che fece dei paragoni tra Knack ed altre serie di videogiochi famose, affermando che se ci fosse stata l'attenzione che aveva Spyro the Dragon per l'esplorazione, i salti di Crash Bandicoot, le zone aperte di Jak and Daxter ed alcuni elementi di Ratchet & Clank, sarebbe stato un titolo sicuramente più interessante e vario. Invece Japan Studio si limitò a "chiudere" il suo personaggio in livelli lineari e guidati, facendo in modo che il giocatore si concentri esclusivamente sul combattimento. Il recensore affermò "Si tratta di una scelta fuori dagli schemi, che in certi momenti risulta persino brillante: perché Knack è difficile, stimolante, ben concepito". Rimase deluso per la formula di gioco che non reggeva per tutta la durata dell'avventura e faceva fatica a reinventarsi e trovare soluzioni alternative. Complessivamente, sia per il lato grafico in certi tratti incantevole e per via di una gamma di nemici che non permetteva mai di abbassare la guardia, Knack si lasciava giocare, seminando allo stesso tempo un po' di soddisfazioni e un po' di rammarico. La rivista Play Generation gli diede un punteggio di 65/100, apprezzando il design piacevole e la modalità cooperativa, ma come contro il fatto che i più esigenti lo avrebbero trovato molto ripetitivo e graficamente era mediocre, reputandolo una grossa delusione, visti i nomi in ballo nel progetto, finendo per preferire LEGO Marvel Super Heroes.
Knack ha venduto 322 083 copie nei suoi primi due giorni di vendita in Giappone come gioco venduto in bundle.
Shūhei Yoshida di Sony ha espresso la sua delusione per l'accoglienza critica rivolta verso Knack, sperando che il gioco avrebbe ricevuto punteggi più alti. Tuttavia, ha sottolineato che Knack non era "il tipo di gioco da recensire che avrebbe ottenuto un punteggio alto per il lancio di un sistema di nuova generazione", e invece, il gioco era un messaggio che la PlayStation 4 " non stava solo cercando di soddisfare solo gli hardcore".

## Doppiaggio italiano
- Pierluigi Astore – Knack/Morgack
- Massimiliano Alto – Lucas
- Domenico Strati – Dr. Vargas
- Alessandra Cassioli – Presidente
- Davide Marzi – Ryder
- Sergio Lucchetti – Victor
- Irene Di Valmo – Katrina

## Seguito
Al PlayStation Experience del 2016 viene annunciato un seguito, Knack II, uscito nel 2017.